# Elżbieta Habsburg (zm. 1352)
Elżbieta Habsburg (ur. ok. 1293 w Wiedniu; zm. 19 maja 1352 w Königsfelden) – księżniczka austriacka, księżna lotaryńska.
Elżbieta była córką Albrechta I Habsburga i Elżbiety Tyrolskiej. W 1299 była przewidywana na żonę jednego z synów króla Francji Filipa IV Pięknego. Rok później jej brat Rudolf III Habsburg poślubił Blankę Francuską, przyrodnią siostrę Filipa Pięknego. W tej sytuacji plany małżeńskie wobec Elżbiety przestały być aktualne. W 1307 Elżbieta poślubiła księcia lotaryńskiego Fryderyka IV, który poległ w 1328. Z małżeństwa narodziło się czterech synów i dwie córki.